# Ropki
Ropki Ukr. Рiпки, trb. Ripky) – wieś w Polsce, położona w województwie małopolskim, w powiecie gorlickim, w gminie Uście Gorlickie.
W latach 1975–1998 wieś administracyjnie należała do województwa nowosądeckiego.
Najwyższy szczyt w pobliżu Ropek to Lackowa (997 m n.p.m.).
W Ropkach od 1999 istnieje Buddyjski Ośrodek Medytacyjny, Buddyjskiego Związku Diamentowej Drogi Linii Karma Kagyu.

## Historia
Pierwsze wzmianki o wsi pochodzą z 1581. Lokowana została na prawie wołoskim a jej właścicielem był Adam Brzeziński. Pierwsza cerkiew powstała około 1610. Prawdopodobnie w 1801 na terenie wsi powstała nowa greckokatolicka cerkiew pod wezwaniem Narodzenia Bogarodzicy (obecnie znajduje się w Muzeum Budownictwa Ludowego w Sanoku). W Ropkach warto zobaczyć miejsce po cerkwi oraz przylegający do niego cmentarz.

## Szlaki piesze
- Banica – Izby – Ropki – Hańczowa – Kozie Żebro (847 m) – Regetów – Rotunda (771 m) (Główny Szlak Beskidzki)
- Ropki – Biała Skała (903 m) – Ostry Wierch (938 m)
- Homola (712 m) – Bordiów Wierch (755 m) – Ropki – Huta Wysowska – Wysowa-Zdrój